# Peter Franzén
Peter Vilhelm Franzén, född 14 augusti 1971 i Keminmaa, Finland, är en finländsk skådespelare. Franzén har medverkat i ett 50-tal film- och TV-produktioner, där han troligen är mest känd för rollen som Harald Hårfagre i Vikings. År 2013 tilldelades han utmärkelsen Pro Finlandia.
Franzén är sedan 1996 gift med skådespelaren Irina Björklund. Paret är bosatt i Los Angeles.

## Filmografi

### Filmer
- Matokuningas (1993)
- Kissan kuolema (1994)
- Suolaista ja makeaa (1995)
- Sepelimurskaamon kauniin Jolantan ihmeellinen elämä (1996)
- Tie naisen sydämeen (1996)
- Sisämaalainen (1997)
- Hyvän tekijät (1997)
- Jäänmurtaja (1997)
- Sommaren vid älven (1998)
- Junalinnut (1998)
- Asphalto (1998)
- Vägen till Rukajärvi (1999)
- Rikos & rakkaus (1999)
- Jakkulista feministi (1999)
- Itsenäisyyden ilta (1999)
- Taivas tiellä (2000)
- Badding (2000)
- Bad Luck Love (2000)
- Jewel of the Sahara (2001)
- Drakarna över Helsingförs (2001)
- Emmauksen tiellä (2001)
- Rölli ja metsänhenki (2001)
- Kuutamolla (2002)
- Namnen på marmortavlan (2002)
- Stygga pojkar (2003)
- Rånarna (2003)
- Honey Baby (2003)
- Hotet – Uhka (2004)
- Koirankynnen leikkaaja (2004)
- Vaietut salaisuudet (2004)
- Täna öösel me ei maga (2004)
- Populärmusik från Vittula (2004)
- Matti (2006)
- Suden arvoitus (2006)
- Babas bilar (2006)
- Alibi (2007)
- Lieksa! (2007)
- Red is the Color of (2007)
- Cleaner (2008)
- Rööperi (2009)
- Utrensning (2012)
- Över mörka vatten (2013)
- Lejonhjärtat (2013)
- Låt mig berätta (2013)
- Johan Falk 15: Blodsdiamanter (2015)
- Beck: Gunvald (2016)
- Jätten (2016)

### TV-serier
- Sagan Om Drakens Återkomst (2021)
- Vikings (2016-)
- True Blood (2009)
- Karjalan kunnailla (2007, 2009)
- Isabella (2006)
- Studio Impossible (2006)
- CSI: Miami (2005)
- CSI: Miami (visitör, 2004)
- Irtiottoja (2003)
- V.I.P. (2001)
- Susi rajalla (2000)
- Mustan kissan kuja (2000)
- Villit Marjaset (röst, 1999)
- Verisiskot (1997)
- Ota ja omista (1997)
- Maigret (1996)
- Puukoi (1994)